# 2018 في اليابان
فيما يلي قوائم الأحداث التي وقعت خلال عام 2018 في اليابان.

## الأحداث

### يناير

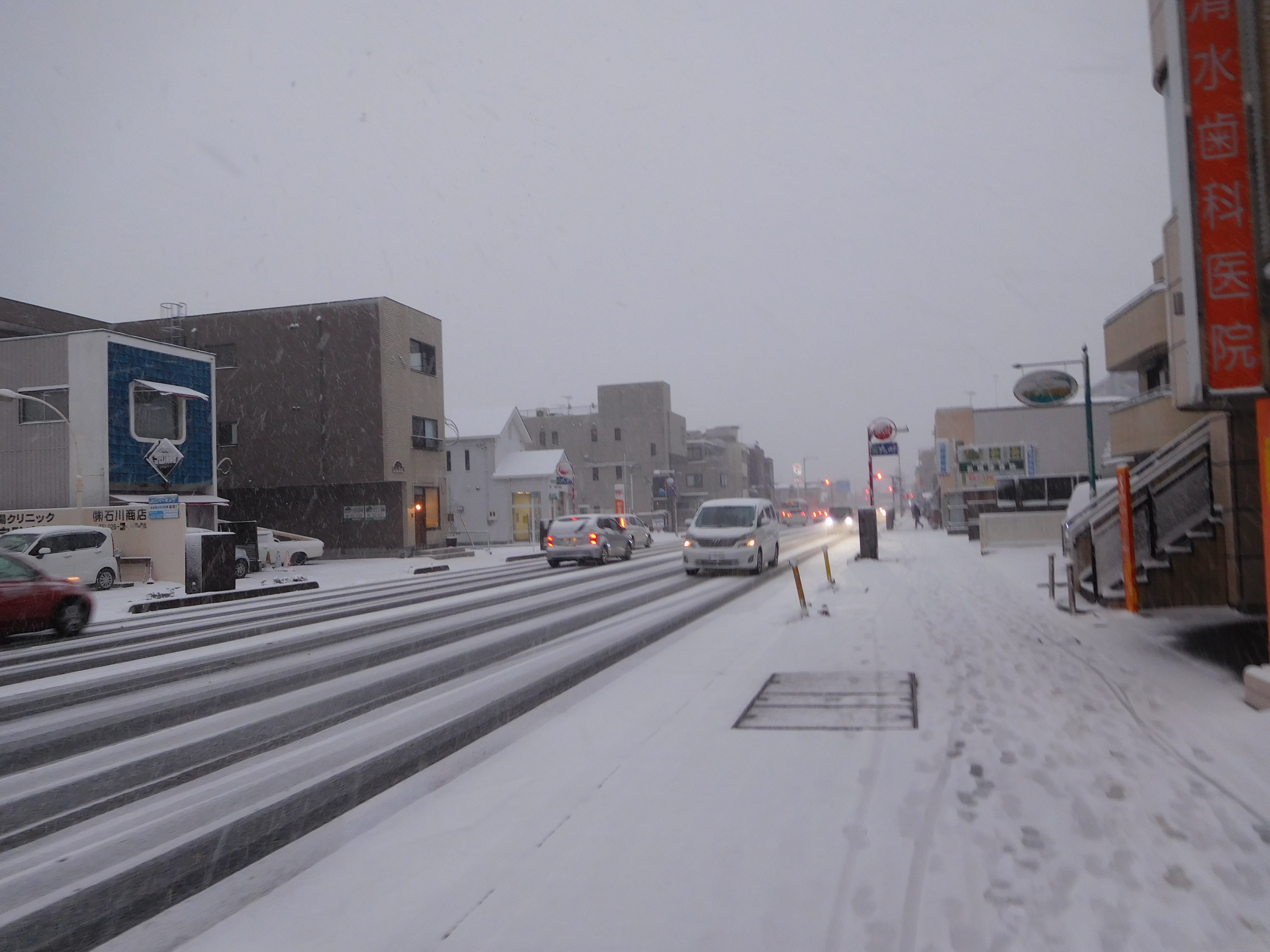
الثلوج في مدينة أوتسونوميا بمحافظة توتشيغي في يناير 2018

- 22—23 يناير - هطولات ثلجية كثيفة تضرب المناطق المحيطة بطوكيو الكبرى وتتسبب بإصابة 956 شخص بحسب ما أفادت به وكالة إدارة النيران والكوارث اليابانية.[1]
- 23 يناير - ثوران بركان جبل كوساتسو-شيرانه في محافظة غونما مما أدى إلى مقتل شخص واحد وإصابة أحد عشر شخصاً آخر.[2]
- 31 يناير - نشوب حريق في منشأة لإعانة المسنين بحي هيغاشي-كو في سابورو أدى إلى مقتل أحد عشر شخص وإصابة ثلاثة.[3]

### فبراير
- 5—8 فبراير - هطولات ثلجية كثيفة تضرب بحر اليابان وتؤدي إلى مقتل 22 شخص وإصابة 320 شخصاً آخر.[4]

### مارس
- 1—12 مارس - وكالة الأرصاد الجوية اليابانية تنقل عن وقوع ثوران بركان شين موئيداكيه في جزيرة كيوشو.[5][6]
- 13 مارس - اكتشاف نوع جديد من أشجار الكرز (الساكورا) أطلق عليه «شجرة كرز كومانو» في شبه جزيرة كي، وهو أول نوع جديد مكتشف لأشجار الكرز أو الساكورا في اليابان منذ عام 1915.[7]

### أبريل
- 19 أبريل - ثوران بركان جبل لو الواقع على الحدود بين محافظتي ميازاكي وكاغوشيما لأول مرة منذ عام 1768.[8]

### يونيو
- 18 يونيو - زلزال يضرب شمال محافظة أوساكا بشدة 5.5 درجات على مقياس درجة العزم ذهب ضحيته أربعة أشخاص وأُصيب 417 شخصاً آخر.[9]
- 28 يونيو–9 يوليو - فيضانات اليابان 2018: فياضانات تجتاح المناطق الغربية من اليابان ويقع على أثرها انهيارات أرضية وطينية، كانت معظم الفياضانات في محافظة هيروشيما التي هطلت فيها أمطار غزيرة. بلغ عدد ضحايا الفياضنات 225 شخص، وعدد المفقودين 13 شخصاً فيما بلغت الخسائر المادية الناجمة عن الفياضنات حوالي 9.86 مليار دولار.[10]

### يوليو
- 9 يوليو - موجة حر تضرب منطقة شمال شرقي آسيا تؤدي إلى وفاة 138 شخص في البلاد، ونُقِل 71,266 شخص إلى المستشفيات نتيجة إصابتهم بضربة شمس.[11][12][13]
- 26 يوليو - مقتل خمسة عمَّال وإصابة 42 آخرين جراء اندلاع حريق في مركز تكنولوجيا كان قيد الإنشاء في مدينة تاما بمنطقة طوكيو.[14]

### سبتمبر
- 4 سبتمبر - تيفون جيبي: أدى العرام العاصفي في خليج أوساكا إلى إغراق مطار كانساي الدولي والدفع بسفينة نقل حتى اصطدمت بالجسر الواصل بين البر والجزيرة الصناعية للمطار مما ألحق أضراراً به. أدت الرياح الشديدة والأضرار التي أصابت منطقة كانساي إلى مقتل ثلاثة عشر شخص وإصابة 912 آخرين.[15]
- 6 سبتمبر - أدى زلزال هوكايدو شرق إيبوري الذي ضرب جنوبي جزيرة هوكايدو، والبالغة شدته 6.6 درجة على مقياس ريختر إلى انقطاع للطاقة الكهربائية في المنطقة بسبب تضرر إحدى محطات توليد الطاقة الحرارية. كما أدى الزلزال إلى مقتل 41 شخص وإصابة 692 شخصاً آخر.[15]
- 20 سبتمبر - فاز رئيس الوزراء شينزو آبي بانتخابات القيادة داخل الحزب الليبرالي الديمقراطي بفترة ولاية تبلغ مدتها ثلاثة سنوات.[16]

### أكتوبر
- 25 أكتوبر - أجرى رئيس الوزراء شينزو آبي زيارة إلى الصين والتقى مع رئيس مجلس الدولة لي كه تشيانغ، وهي أول زيارة رسمية لقائد ياباني للبلاد منذ عام 2011. وأعلن آبي خلال الزيارة عن وقف اليابان للمساعدات التي كانت تمنحها دورياً للصين. كما وقَّع البلدان عدة اتفاقيات تعاون في مجالات عدة.[17]

### نوفمبر
- 16 نوفمبر - السلطات اليابانيَّة تعتقل رئيس تحالف رينو-نيسان كارلوس غصن للتحقيق معه بشأن تُهمٍ تتعلَّق بِالفساد المالي والإداري.

## أفلام
من الأفلام التي صدرت هذه السنة في اليابان:
- 24 فبراير – ماكيا: عندما تزهر زهرة الوعد من إخراج ماري اوكادا.
- 3 يوليو – اسمك من إخراج ماكوتو شينكاي.
- 20 يوليو – ميراي المستقبلية من إخراج مامورو هوسودا.

## برامج ومسلسلات وأنمي
- ديفل مان: الطفل الباكي

## وفيات

### يناير
- 21 يناير – تسوكاسا هوساكا (مواليد 1937) لاعبو كرة قدم يابانيون.

### فبراير
- 10 فبراير – ميتشكو إشمور (مواليد 1927) كاتبة يابانية.

### أبريل
- 5 أبريل – إيزاو تاكاهاتا (مواليد 1935) مخرج أنمي ومنتج أفلام ياباني.
- 21 أبريل – نابي تاجيما (مواليد 1900) معمرة فائقة يابانية.